# Японская баптистская конвенция
Японская баптистская конвенция (яп. 日本バプテスト連盟 Ниппон бапутэсуто рэммэй) — протестантская организация в Японии, объединяющая баптистские поместные церкви и находящаяся в общении с американской Южной баптистской конвенцией. Является старейшей баптистской организацией в Японии.

## История
Первые баптистские миссионеры из Южной баптистской конвенции прибыли в Японию в 1890 году. Первоначально южные баптисты в основном проживали в западной и южной частях Японии и на острове Кюсю. Позднее общины южные баптистов стали называться японскими баптистами, и их общины распространились по всей территории страны.
В 1989 году Японская баптистская конвенция объединяла 242 поместных церквей и насчитывала 31 654 верующих.

## Поместные церкви
- Токийская баптистская церковь

## Источник
- The Southern Baptist Mission in Japan, 1889—1989, by F. Calvin Parker (University Press of America, 1991)